# Anthomyia aethiops
Anthomyia aethiops är en tvåvingeart som beskrevs av Walker 1853. Anthomyia aethiops ingår i släktet Anthomyia och familjen husflugor. Inga underarter finns listade i Catalogue of Life.